# Мартиненков Ігор Миколайович
Мартиненков Ігор Миколайович (нар. 28 грудня 1970, м. Донецьк, Україна) — український бізнесмен, державний діяч, володіє різноплановим практичним досвідом в сфері бізнесу та в секторі державного управління, має бойовий досвід в ЗСУ.

## Життєпис
Народився 28 грудня 1970 у м. Донецьк, у сім'ї службовців.

## Освіта
| 1988 – 1993 рр. Донецький політехнічний інститут Гірничий інженер-будівельник Спеціальність «Шахтне і підземне будівництво» Гірничий інженер-економіст Спеціальність «Економіка і управління в галузі гірничої промисловості та геологорозвідці» |

## Професійна діяльність та бізнес
Після здобуття вищої освіти із 12.1994 по 03.1998 розпочав свою кар’єру у ВО «Донецьквуглеремонт» на посаді заступника директора з економіки підприємства, де набув управлінського досвіду керівництва структурними підрозділами, впроваджував заходи щодо поліпшення економічних показників діяльності підприємства, розробці та реалізації прогресивних форм і методів економічної роботи.
У березні 1998 р. заснував і керував трейдинговою вугільною компанією АТЗТ «Валентин», яка за короткий період стала лідером вітчизняного ринку.
Із 03.2001 по 03.2003 обіймав посаду помічника першого Віце-прем’єр-міністра України з питань промислової політики Кабінету Міністрів України, брав участь у формуванні Програми діяльності Кабінету Міністрів України з питань промислової політики, у розробці державних програм економічного та соціального розвитку України, визначення пріоритетних напрямків розвитку промисловості. Проводив у промисловому секторі економіки України єдину соціальну, науково-технічну, інвестиційну та природоохоронну політику.
У період із 04.2003 – 08.2005 працював на керівних посадах у ключових підприємствах вугільної промисловості: ДП «Луганськвугілля», НАК «Енергетична компанія України», обіймав посаду радника Ради національної безпеки і оборони України, брав безпосередню участь у створенні надійного та ефективного функціонування й розвитку електроенергетичного комплексу для забезпечення економічної та енергетичної безпеки держави, проводив ефективне управління державним майном.
Із 08.2005 по 01.2006 обіймав посаду заступника Міністра Міністерства України з питань надзвичайних ситуацій та справ захисту населення від наслідків Чорнобильської катастрофи.
Із 01.2006 по 10.2014 – Президент ТОВ «Українські аерозолі». За час своєї роботи розробив та успішно впровадив стратегію розвитку підприємства, яка привела до збільшення основних показників економічної успішності бізнесу (PROFIT, EBITDA, ROCE, ROI). Здійснив повну реорганізацію діяльності підприємства: технічне переоснащення заводу, впровадження міжнародних стандартів якості продукції (GMP,  ISO). Успішно впровадив нові продукти у виробництво на підставі маркетингових досліджень міжнародних ринків та потреб клієнтів, що привело до міжнародної впізнаваності бренду, внаслідок чого, з напівзруйнованого підприємства радянських часів завод був модернізований до найвищого рівня та увійшов до TOP-10 лідерів виробництва аерозолів у Європі, отримав більше 30% додаткової валютної виручки від продажів продукції у 11 країнах світу, пройшов сертифікацію за стандартами ISO 9001 та GMP.
Із 10.2014 по 03.2015 – обіймав посаду першого заступника голови Луганської обласної державної адміністрації, м. Сєвєродонецьк, де організував роботу облдержадміністрації з нуля у зв'язку з переміщенням на підконтрольну Україні територію, брав участь у налагодженні інфраструктури та роботи банківських систем міста; забезпечував безперебійну роботу всіх служб ЖКГ; взаємодіяв із міжнародними фондами з питань відновлення руйнувань на підконтрольній території та  міжнародними організаціями з питань гарантування безпеки життєдіяльності населення. Ефективно співпрацював із місіями ООН, ОБСЄ та інших міжнародних фундацій.
Відповідно до Закону України «Про боротьбу з тероризмом» та на підставі Наказу Керівника Антитерористичного центру при СБ України (листопад 2014р.), брав участь у проведенні антитерористичної операції на території Донецької та Луганської областей.
Із 03.2015 по 04.2016 обіймав посаду першого заступника Міністра енергетики та вугільної промисловості України, де розробляв та впроваджував проєкти, націлені на укріплення енергонезалежності країни із запровадження європейських стандартів. Успішно взаємодіяв із інвестиційними державними та приватними фондами щодо залучення фінансування до вугільної та енергетичної галузей. Проводив залучення механізму державно-приватного партнерства для проєкту «Енергетичний міст «Україна – ЄС», спрямованого на збільшення обсягів пропускної спроможності міждержавних електричних мереж шляхом відокремлення енергоблока від об’єднаної енергетичної системи України для забезпечення довгострокового експорту електричної енергії. Брав безпосередню участь у підготовці до підписання угоди між Урядом України та Урядом Австралії про співробітництво в галузі використання ядерної енергії в мирних цілях.
Із 11.2016 по 06.2019 — радник Першого заступника Голови Верховної Ради України. За час роботи брав участь у проведенні незалежної експертизи в енергетичному штабі при Віце-прем'єр-міністрі України з оцінки заходів для ефективної підготовки країни до проходження осінньо-зимового періоду. У межах своїх повноважень налагоджував дипломатичні відносини з рядом країн, що брали участь у Мінських переговорах. Брав безпосередню участь у проведенні перемовини на більш ніж 100 міжнародних зустрічах із представниками урядів та парламентів зарубіжних країн з метою інформування про безпекову та гуманітарну ситуацію на сході країни та імплементації Мінських угод.
Із 02.2020 по 02.2022 — радник Голови Служби безпеки України. Розробка пріоритетних напрямків, що забезпечують комплексний розвиток безпекової, економічної, інформаційно-телекомунікаційної, соціальної та гуманітарної інфраструктури. Проводив консультації із питань: економічної та екологічної безпеки тимчасово окупованих територій; реалізації соціальної політики та захисту прав людини; забезпечення дії Конституції та законів України; нормалізації життєдіяльності населення, протидії диверсійним напрямкам і терористичним актам; недопущення гуманітарної та екологічної катастрофи в районах проведення антитерористичних операцій.
Завдяки глибокому знанню особливостей регіону та інфраструктури, зробив значний внесок у проведення антитерористичної операції та у підготовку спецоперацій на сході країни.
Підготовка країни до проходження опалювального періоду 2021/2022 та його успішне завершення, зокрема, сприяння від’єднання української енергосистеми від росії та Білорусі (23.02.2022) та входження до європейської енергосистеми.
У перший день повномасштабної агресії проти України вступив до лав ЗСУ за власним бажанням. Маючи звання майора, розпочав службу командиром взводу у складі 72-ої окремої механізованої бригади.
У травні 2022 року був призначений начальником Управління у складі Головного оперативного управління Генерального штабу ЗСУ, в жовтні 2022 сформував та очолив нове самостійне управління у Головному штабі ЗСУ, у якому прослужив до липня 2023 р. Протягом цього часу організовував моніторинг інформаційного простору в Україні та за її межами щодо визначення потенційних загроз, виявлення негативної інформації, стану кіберзахисту об'єктів критичної інфраструктури України; брав участь у стратегічному плануванні розвитку Збройних Сил України, включаючи модернізацію обладнання, впровадження нових технологій; співпрацював з іншими військовими відомствами та організаціями, як національними, так і міжнародними для забезпечення безпеки та стабільності в державі, розвитку стратегічного партнерства; виступав як представник Збройних Сил України на зустрічах із іншими військовими організаціями, дипломатичними місіями, переговорах, для забезпечення досягнення сумісності з державами – членами НАТО, тощо.
Двічі підвищений у військовому званні: спочатку до підполковника, а згодом і до полковника ЗСУ України.
Починаючи з вересня 2023 р. — засновник військово-технологічної компанії «Martyn Tech», де займається успішним впровадженням унікальних інноваційних розробок типу R&D, що створюють додану цінність і надають перевагу в веденні протистояння російській агресії.

## Родина
Має трьох дітей.

## Відзнаки та нагороди
Почесний знак «Сталевий хрест»
Медаль «За сприяння воєнній розвідці України» ІІ ступеня
Нагрудний знак «Україна або смерть», 72-а окрема бригада
Пістолет Glock 19
Пістолет Sig Sauer
Годинник наручний від Начальника Генерального штабу Збройних Сил України
Знак «Шахтарська слава» III, II і I ступенів